# Gibara
Gibara – gmina i miasto portowe w prowincji Holguín na Kubie. Miasto założone zostało w 1817 roku. Ludność Gibary wynosi 72 810 mieszkańców (2004).